# Pachyiulus humicolus
Pachyiulus humicolus är en mångfotingart som beskrevs av Karl Wilhelm Verhoeff 1910. Pachyiulus humicolus ingår i släktet Pachyiulus och familjen kejsardubbelfotingar. Inga underarter finns listade i Catalogue of Life.